# Euchromia occidentalis
Euchromia occidentalis là một loài bướm đêm thuộc phân họ Arctiinae, họ Erebidae.